# Gastrodia entomogama
Gastrodia entomogama är en orkidéart som beskrevs av David Lloyd Jones. Gastrodia entomogama ingår i släktet Gastrodia och familjen orkidéer. Inga underarter finns listade i Catalogue of Life.